# Te Keepa Te Rangihiwinui

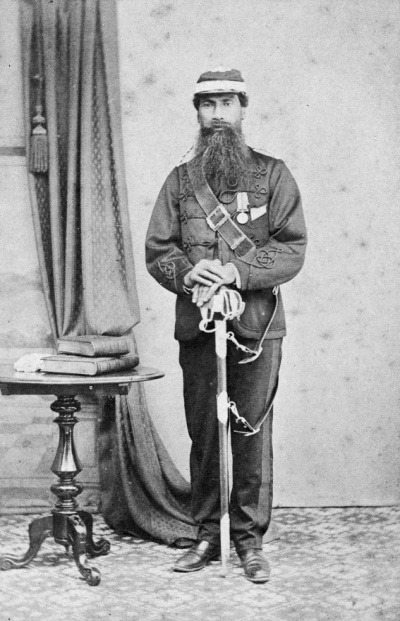
Te Keepa Te Rangihiwinui, probablement dans les années 1870.

Te Keepa Te Rangihiwinui, né probablement dans la première moitié des années 1820 à Tuwhakatupua (le long du fleuve Manawatu) et mort le 15 avril 1898 à Putiki, est un chef militaire des guerres maories.

## Biographie
Il naît Te Rangihiwinui dans la Nouvelle-Zélande pré-coloniale. Son père est un chef de l’iwi (tribu) Muaūpoko (en), et son oncle maternel est un chef du hapu Te Āti Haunui-a-Pāpārangi de l’iwi Whanganui. Il grandit sous le menace militaire des iwi Ngati Toa, Ngāti Raukawa (en) et Te Ati Awa qui, menées par Te Rauparaha, attaquent les Muaūpoko et plusieurs autres tribus ; ce sont les « guerres des mousquets ». Déplacée, sa famille et d'autres survivants se réfugient à Putiki, près de l'embouchure du fleuve Whanganui. C'est là que le jeune homme est baptisé par la Church Mission Society chrétienne et prend le nom de Te Keepa (maorisation de « Kemp »). À la fin des années 1840, quelques années après l'annexion de la Nouvelle-Zélande à l'Empire britannique par le traité de Waitangi, il est policier dans la force de police armée de la province de Nouvelle-Munster (en).
En 1864, des tribus converties à la violente religion syncrétique Pai Mārire veulent attaquer les colons de Putiki. Les tribus des environs de la ville, dont celle de Te Keepa, qui ont « prospéré grâce au commerce généré par la colonisation européenne », s'opposent physiquement à l'approche des attaquants. Te Keepa prend part à la défaite infligée au combat aux assaillants sur l'île de Moutoa sur le fleuve Whanganui le 14 mai 1864, puis prend part à la capture du principal pa (village fortifié) de ces derniers en février 1865. Te Keepa s'engage ensuite dans l'armée coloniale de Nouvelle-Zélande, où il passera six ans, avec plus d'une centaine de guerriers de sa tribu, à combattre des rebelles maoris. Promu major en novembre 1868, il est remarqué pour ses réussites au combat, et accroît un important mana; en février 1869, il est le premier Maori à commander à des soldats coloniaux blancs. En 1870, il est l'un de six Maoris à recevoir une épée en signe d'honneur et de reconnaissance de la part de la reine Victoria, avec Mōkena Kōhere, Te Pokiha Taranui, Henare Tomoana, Ropata Wahawaha et Ihaka Whaanga (en). En 1874 il est décoré de la Croix de Nouvelle-Zélande (en), et en 1876 il reçoit la Médaille de guerre de Nouvelle-Zélande (en).

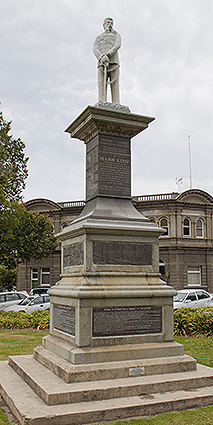
Mémorial commémorant Te Keepa à Whanganui.

Dans le même temps, il profite de sa force militaire et de son mana pour restituer à sa tribu des terres conquises dans les années 1820 par la tribu Ngāti Raukawa. Il fait construire un pa, et menace d'envahir par la force les terres que sa tribu veut reprendre, à moins que le Tribunal foncier indigène ne les lui attribue. Le tribunal cède, et la tribu Muaūpoko obtient de très importants territoires.
Il se présente sans succès dans la circonscription Maori-ouest aux élections législatives de 1876, espérant siéger à la Chambre des représentants de Nouvelle-Zélande, mais est battu par Hoani Nahe (en). À partir de 1880, il obtient des tribus de la région de Whanganui un refus collectif de vendre des terres aux colons sur une grande surface de territoire, et la création d'une commission pan-tribale gérant ces terres aux bénéfices des tribus concernées. Il défend une vision d'autonomie économique maorie par l'usage de ces terres et, bien que certains colons y dénoncent une provocation, il obtient le soutien et le respect de John Ballance, directeur d'un journal local puis ministre des Affaires indigènes à partir de 1884 dans le gouvernement de Robert Stout et de Julius Vogel. En 1887, Te Keepa accorde au gouvernement d'acheter des terres à Horowhenua, avec l'espoir d'y voir se développer un village où Maoris et colons vivraient côte à côté, seraient éduqués dans les mêmes écoles et où les Maoris conserveraient la gestion des parcs et des cours d'eau. Lorsque ses souhaits ne sont finalement pas pris en compte, il participe à la création du mouvement Te Kotahitanga (en), né d'une assemblée pan-tribale à Putiki en 1888 pour exiger du gouvernement le respect des promesses inscrites dans le traité de Waitangi. Il se voit confier par ce mouvement la tâche de tenter de peser sur les décisions du gouvernement, d'examiner les lois portant sur les affaires maories, et de tenir le mouvement informé à ces sujets. Épuisé par ses tentatives infructueuses de défendre l'autonomie maorie, il meurt en 1898 à l'âge d'environ 75 ans.
Un mémorial portant une statue à son effigie, dans des jardins publics de la ville de Whanganui, indique que ce monument a été érigé « par un pays reconnaissant, se souvenant avec affection du major Kemp, chef maori de haut rang, soldat courageux et fidèle allié du gouvernement néo-zélandais pendant les temps troublés de la rébellion maorie contre l'autorité britannique de 1865 à 1870. Après son service vaillant à la reine et au pays, pour la défense de la loi et de l'ordre, il est mort couvert d'honneurs militaires, à Putiki le 15 avril 1898, âgé de 74 ans ». Fait « inhabituel, probablement unique pour un mémorial dans un lieu public », le monument retrace sa whakapapa (généalogie).